# ISO 22000
Die internationale Norm ISO 22000 ist ein weltweiter Standard für Managementsysteme zur Lebensmittelsicherheit.
Privatwirtschaftliche Standards ähnlichen Inhalts sind z. B. IFS (International Featured Standard) des deutschen und französischen Einzelhandelsverbands, BRC des British Retail Consortiums,  Q&S, GlobalGAP, EFSIS, und FSSC 22000, der auf der ISO 22000 aufbaut. Alle Standards und Normen fordern neben dem auch gesetzlich vorgeschriebenen HACCP-Konzept (vgl. Verordnung (EG) Nr. 852/2004) auch ein Qualitätsmanagementsystem ähnlich der ISO 9001. ISO 22000 lässt größere Spielräume als die Standards der Handelsverbände, die z. T. ausgesprochen direkte (also bspw. auf einzelne Einrichtungsgegenstände) Forderungen stellen. Im Gegenzug ist die ISO 22000 auch auf andere Unternehmen, die an der Lebensmittelkette beteiligt sind, anwendbar (bspw. Schädlingsbekämpfer, Hersteller von Zusatzstoffen u. a.). Als ISO-Norm ist sie weltweit anwendbar, während die Forderungen der Handelsverbände eher regionale Bedeutung haben.

## Zertifizierung
Die Zertifizierung erfolgt durch akkreditierte Zertifizierer, z. B. in Deutschland durch DQS oder TÜV. Das bedeutet, dass eine dritte Stelle formal darlegt, dass eine Konformitätsbewertungsstelle die Kompetenz besitzt, bestimmte Konformitätsbewertungsaufgaben durchzuführen. Nach Angaben der International Organization for Standardization (ISO) wurden bis Ende 2009 8206 Zertifikate basierend auf dem Regelwerk ISO 22001 international in 82 Ländern erteilt.

## Geschichte
- 2005: 1. Ausgabe
- 2018: 2. Ausgabe.